# Referendum costituzionale in Thailandia del 2016
Il referendum costituzionale del 2016 in Thailandia si è tenuto il 7 agosto 2016.
La nuova costituzione (la ventesima dal 1932) è stata predisposta dalla giunta militare insiedatasi dopo il colpo di stato del 2014 e presenta un sistema di semi-democrazia, criticato dalle opposizioni in quanto visto come una stretta del regime militare thailandese.
Ad ogni modo, la riforma è stata approvata dal 61,35% dei votanti, con un'affluenza alle urne del 59,4%..

## Riforma costituzionale
La principale riforma proposta nel 2016 rispetto al testo costituzionale approvato nel 2007 prevede che i 250 membri del Senato thailandese siano completamente nominati dal Consiglio nazionale per la pace e l'ordine anziché parzialmente eletti dal popolo come previsto inizialmente nei 5 anni del "periodo transitorio" previsto dalla Costituzione approvata nel 2007.  Per tale motivo, questa riforma è stata criticata dalle opposizioni perché è stata vista come un tentativo da parte del Consiglio nazionale per la pace e l'ordine per mantenere la propria influenza una volta lasciato l'incarico, in quanto avrà il diritto di nominare i 250 membri del Senato
Altre modifiche alla Costituzione consistono nel fatto che il Senato diviene titolare di un potere di veto sulle future proposte di modifica costituzionale approvate dalla Camera dei rappresentanti sulla modifica della costituzione e che il primo ministro potrà essere nominato anche tra le persone che non siano già membri delle due camere.

## Campagna elettorale
Il Consiglio nazionale per la pace e l'ordine ha vietato le critiche alla proposta di modifica costituzionale e proibito il monitoraggio del referendum. Attivisti contrari al testo della riforma sono stati arrestati, giudicati da tribunali militari e quindi imprigionati; lo stesso per alcuni elettori che hanno espresso l'intenzione di votare contro la riforma anch'essi arrestati e sottoposti a giudizio da parte del regime militare.
Il Comitato per le riforme costituzionali ha invece assunto e formato circa 350.000 persone per la campagna elettorale porta a porta, in media 4 per ogni villaggio thailandese.

## Quesiti
Il referendum prevedeva due quesiti:
1. Approva o disapprova il progetto di Costituzione?
2. Approva che, per contribuire alla continuità della riforma del paese secondo il piano strategico nazionale, è opportuno prevedere nelle Disposizioni transitorie della Costituzione del Regno di Thailandia che, per la durata di 5 anni dalla prima seduta dell'Assemblea Nazionale ai sensi della presente costituzione, le due camere dell'Assemblea Nazionale convocate in seduta comune convengano di considerare l'approvazione che una persona sia nominata come primo ministro?

## Esito
L'affluenza al voto è stata del 59,40%.
Le province pro-Thaksin dell'Isan e soprattutto le province meridionali a maggioranza mussulmana hanno votato contro la riforma. I voti a favore del sì sono stati del 61,4%, mentre quelli per il no al 38,6%.

### Risultati
|                      | Totale     | Percentuale | Percentuale      |
| -------------------- | ---------- | ----------- | ---------------- |
| Elettori             | 50 071 589 |             |                  |
| Votanti              | 28 354 648 | 59,40%      | (su n. elettori) |
| Schede bianche/nulle | 936 209    | 3,15%       | (su n. votanti)  |

|                      |    | Voti       | Percentuale |
| -------------------- | -- | ---------- | ----------- |
| RISPOSTA AFFERMATIVA | Sì | 16 820 402 | 61,35%      |
| RISPOSTA NEGATIVA    | No | 10 598 037 | 38,65%      |
| Totale voti validi   |    | 27 418 439 | 100,00%     |

A seguito del risultato, alcuni analisti hanno individuato diverse cause della sconfitta del no, tra cui la repressione durante la campagna elettorale, le critiche alla proposta di modifica senza aver letto il testo della legge, una campagna elettorale convincente in cui si sosteneva che la riforma combatterà la corruzione politica e contribuirà a riformare il paese, la fiducia di parte della popolazione nella giunta militare ed infine la delusione di molti elettori stanchi di una crisi politica infinita e che vedevano la nuova costituzione come un modo per tornare alla normalità.

## Conseguenze
Il prossimo compito del Comitato per le riforme costituzionali sarà quello di elaborare leggi organiche che disciplinano il nuovo sistema politico.
Si attende lo scioglimento degli attuali partiti politici che dovrebbero riformarsi, il che potrebbe portare alla costituzione di partiti più piccoli. Il nuovo sistema di voto renderà infatti più difficile la vittoria della maggioranza elettorale per i più grandi partiti, al contrario delle coalizioni. Le elezioni potranno essere tenute già a partire dal 2017.
Dal momento che la nomina del premier richiede la maggioranza semplice di Camera e Senato congiunte, alle forze pro-giunta basterà aggiudicarsi 192 seggi alla Camera per determinare, assieme ai 250 senatori nominati dalle Forze armate, il prossimo capo del governo. 
L'Esecutivo sarà soggetto al controllo da parte del Senato dei non eletti, così come altri organi costituzionali. La procedura di impeachment sarà più facile e sarà possibile per un non membro del parlamento di diventare primo ministro in caso di stallo del parlamento. I futuri governi saranno inoltre chiamati ad aderire al piano militare ventennale.
Il potere militare rimarrà un importante attore nella politica della Thailandia per molti anni, fino a quando la sua successione non sarà completata.